# خوزه مانوئل ایرا
خوزه مانوئل ایرا (انگلیسی: José Manuel Aira؛ زادهٔ ۱۴ مارس ۱۹۷۶) بازیکن فوتبال اهل اسپانیا است.
از باشگاه‌هایی که در آن بازی کرده‌است می‌توان به باشگاه فوتبال لوگو، باشگاه فوتبال پومفرادینا، باشگاه فوتبال اسپورتینگ خیخون، باشگاه فوتبال دپورتیوو لاکرونیا، و باشگاه ورزشی تنریف اشاره کرد.